# Шлама
Шлама — река в России, протекает в Самарской области и Татарстане. Левый приток Кондурчи.

## Описание
Длина реки 34 км, площадь водосборного бассейна 241 км². Берёт начало на возвышенности Сокские Яры в Челно-Вершинском районе на севере Самарской области. Общее направление течения — северное. Впадает в Кондурчу по левому берегу в 214 км от её устья, чуть ниже села Новое Иглайкино в Нурлатском районе Татарстана.
Русло очень извилистое. Имеется Шламское водохранилище на реке, множество прудов на притоках и мелких бессточных озёр в бассейне.
Протекает через населённые пункты Краснояриха, Воскресенка, Ибряйкино, Новый Нурлат, Крыловка, Шламка, Раздолье, в бассейне также расположены Кротовка, Чистовка, Калиновый Куст, Покровка, Шихан, Ермоловка (все — Челно-Вершинский р-н).
Основные притоки
- правые — Большая Каменка (длина 11 км), Малая Шлама[5], Елшанка;
- левые — ручьи Елховый и Репьев[4].

## Данные водного реестра
По данным государственного водного реестра России относится к Нижневолжскому бассейновому округу, водохозяйственный участок реки — Сок от истока и до устья, речной подбассейн реки — подбассейн отсутствует. Речной бассейн реки — Волга от верховий Куйбышевского вдхр. до впадения в Каспий.
Код водного объекта в государственном водном реестре — 11010000612112100006010.